# Свеці-над-Осою (гміна)
Гміна Свеце-над-Осою (пол. Gmina Świecie nad Osą) — сільська гміна у північній Польщі. Належить до Ґрудзьондзького повіту Куявсько-Поморського воєводства.
Станом на 31 грудня 2011 у гміні проживало 4365 осіб.

## Площа
Згідно з даними за 2007 рік площа гміни становила 94.67 км², у тому числі:
- орні землі: 83.00%
- ліси: 8.00%

Таким чином, площа гміни становить 13.00% площі повіту.

## Населення
Станом на 31 грудня 2011:
| Опис     | Загалом | Загалом | Чоловіки | Чоловіки | Жінки | Жінки |
| -------- | ------- | ------- | -------- | -------- | ----- | ----- |
| одиниця  | осіб    | %       | осіб     | %        | осіб  | %     |
| все      | 4365    | 100     | 2226     | 51.00    | 2139  | 49.00 |
| міське   | 0       | 100     | 0        |          | 0     |       |
| сільське | 4365    | 100     | 2226     | 51.00    | 2139  | 49.00 |

## Сусідні гміни
Гміна Свеце-над-Осою межує з такими гмінами: Біскупець, Ґрута, Яблоново-Поморське, Ксьонжкі, Ласін, Радзинь-Хелмінський.